# Proagonistes superbiens
Proagonistes superbiens là một loài ruồi trong họ Asilidae. Proagonistes superbiens được Bezzi miêu tả năm 1908. Loài này phân bố ở vùng nhiệt đới châu Phi.